# Frijid Pink
I Frijid Pink sono un gruppo musicale rock statunitense originario del Michigan. La band è stata attiva dal 1967 al 1975 e si è ricomposta nel 2007.
La loro canzone più conosciuta è la loro versione di The House of the Rising Sun del 1970.

## Formazione
Membri attuali
- Rick Stevers – batteria
- Brent Austin – basso, voce
- Ricky Houke – chitarra, voce
- Chuck Mangus – tastiera, armonica
- Rick Zeithaml – chitarra, voce

Ex membri
- Craig Webb – chitarra
- Gary Ray Thompson – chitarra
- Jo Baker – voce, armonica
- Jon Wearing – voce
- Larry Zelanka – tastiera
- Reggie Vincent – voce
- Tom Harris – basso
- Tom Beaudry (aka Kelly Green) – voce
- Bobby Gilbert (Bobby G) – chitarra
- Danny Romanek - voce

## Discografia parziale
- 1970 - Frijid Pink
- 1970 - Defrosted
- 1972 - Earth Omen
- 1975 - All Pink Inside
- 2011 - Frijid Pink Frijid Pink Frijid Pink
- 2014 - Made in Detroit
- 2018 - On the Edge